# Funicular de Bulnes

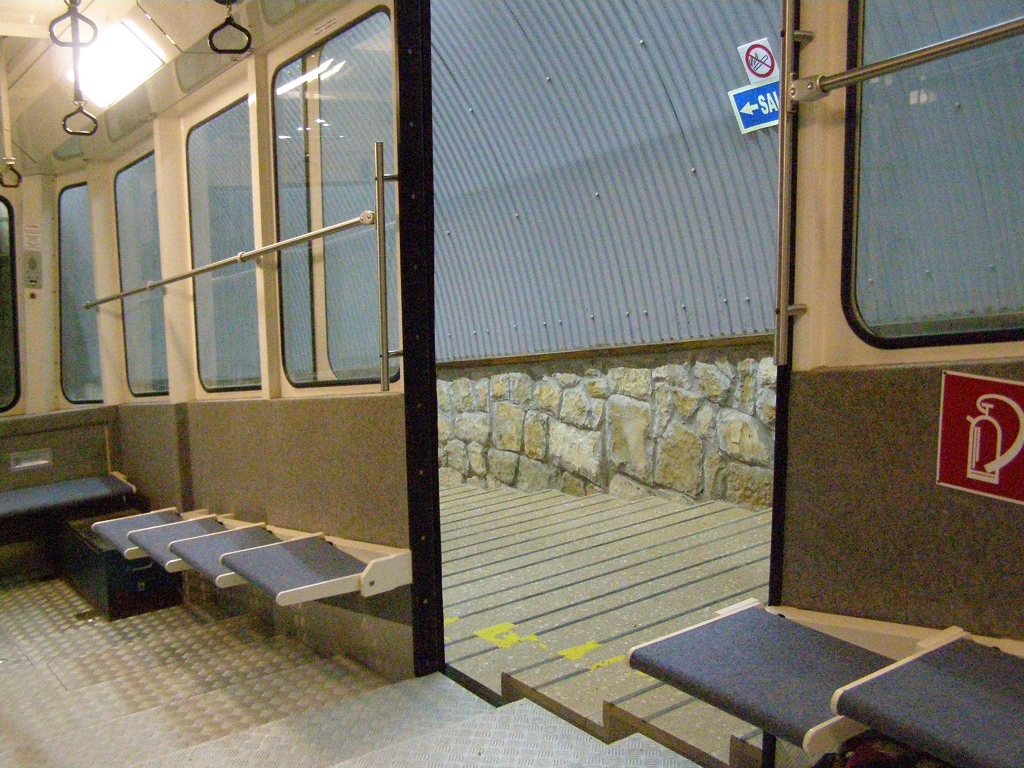
Interior del funicular de Bulnes.

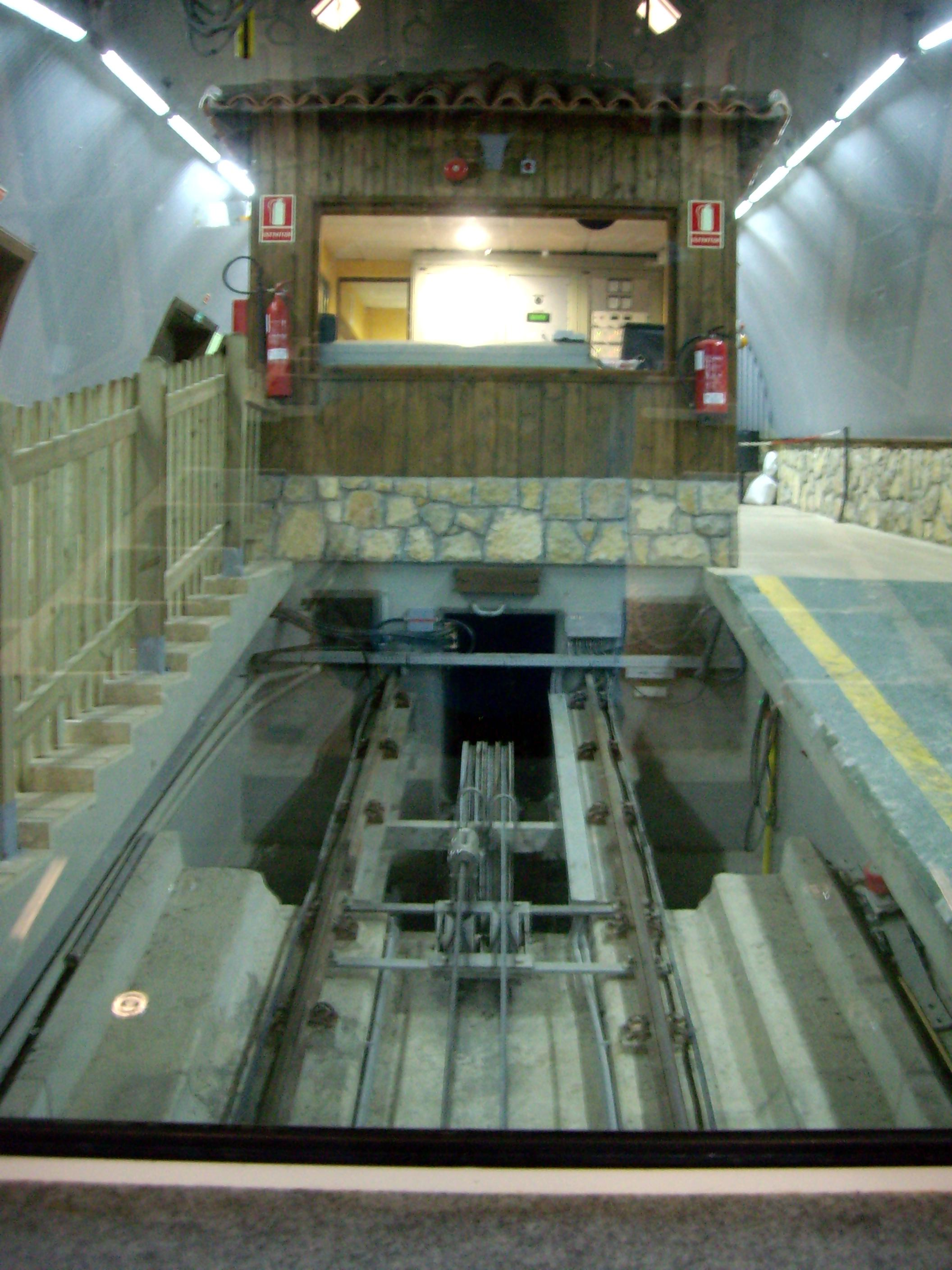
Vista de la vía.

El funicular de Bulnes es un funicular situado en el sector asturiano de los Picos de Europa que enlaza las aldeas de Poncebos y Bulnes, ambas en el concejo de Cabrales (España). El recorrido del funicular discurre por un túnel excavado bajo la Peña Maín. 

## Historia
La aldea de Bulnes era célebre por su incomunicación: no tiene ningún acceso rodado y sólo se podía acceder a ella a través de un sendero no asfaltado que recorre el desfiladero del río Bulnes. Con idea de acabar con el secular aislamiento de esta aldea, que apenas cuenta con 50 vecinos, y de potenciar la zona como destino privilegiado de turismo rural, el Gobierno del Principado de Asturias proyectó en los años 1990 un funicular que atravesase la montaña y salvase el desnivel entre Poncebos y el propio Bulnes.
El funicular fue inaugurado en el año 2001. Desde entonces es utilizado por sus vecinos para transportar bienes, animales y pequeños tractores para labores agrícolas. Los vecinos de Bulnes no tiene que pagar nada por utilizar el servicio del funicular, y para ser identificados como tales, tienen que portar, siempre que viajen en el funicular, un carnet, tipo DNI, que les acredita como vecinos de Bulnes. Dicho carnet solo se expende en el ayuntamiento de Cabrales y no en el funicular, ya que allí no tienen potestad para ello.
En abril de 2005, el principado adjudicó a la empresa ALSA Rail la gestión del funicular. En 2011, una década después de su inauguración, la infraestructura había sido utilizada por más de medio millón de personas. En octubre de 2012 se realizó su primera revisión técnica (que incluía el desmontaje completo de la infraestructura ferroviaria), lo que obligó a dejar el funicular fuera de servicio durante poco más de un mes.

## Características técnicas
| Tiempo de recorrido                           | 8 minutos             |
| Longitud                                      | 2227 m                |
| Altitud estación inferior                     | 183 m                 |
| Altitud estación superior                     | 585 m                 |
| Desnivel                                      | 402 m                 |
| Pendiente                                     | 18,19 %               |
| Velocidad                                     | 5 m/s                 |
| Capacidad máxima por vagón                    | 28 pasajeros sentados |
| Accesible para personas de movilidad reducida | Sí                    |

Es un funicular de vía única de ancho métrico y tiene una longitud de 2227 metros. Salva un desnivel de 402 metros con una pendiente del 18,19 %.
El funicular dispone de dos coches de pasajeros con una capacidad de 28 viajeros sentados y 20 de pie, que hacen un total de 48 pasajeros. Las salidas se realizan cada media hora y duran siete minutos. Para el transporte de materiales un vagón dispone de una plataforma acoplada llamada vagón de carga, que siempre va enganchada al vagón número 1. El funicular está abierto todos los días del año, incluyendo todos los días de Navidad y cualquier festivo, ya que los vecinos solo disponen de este transporte para bajar de Bulnes.
Los perros deben llevar correa para subir en el funicular. No está permitido a los turistas subir a él con bicicleta, ya que Bulnes carece de senderos habilitados para ellas, y sería peligroso por el tamaño de sus caminos.

## Polémicas
Los turistas visitantes a Bulnes se quejan del precio desorbitado del funicular: 22,16 euros o 17,61 si es solo en una dirección. También existe la queja de que no hay aparcamientos en la estación inferior donde se coge el funicular.